# YTMND
YTMND(You're the Man Now, Dog)는 미국의 온라인 커뮤니티 사이트로 인터넷 밈을 다루고 있다.

## 기원
YTMND는 2001년 맥스 골드버그에 의해 "yourethemannowdog.com"라는 주소로 개설되었다.

## 같이 보기
- 섬싱 오풀
- 뉴그라운즈